# Суворове (Конотопський район)
Суво́рове —  село в Україні, в Путивльському районі Сумської області. Населення становить 130 осіб. До 2018 орган місцевого самоврядування — Чорнобривкинська сільська рада.

## Географія
Село Суворове знаходиться в 1,5 км від річки Кубер. Примикає до села Іллінське, на відстані 1 км розташовані села Плотникове і Трудове. Поруч проходить автомобільна дорога Т 1911.

## Історія
З 1781 року селом володів дійсний статський радник Дублянський Олександр Павлович — колишній Генеральний суддя Глухівського періоду в 1762-1781 роках. У його володінні перебувало 56 посполитих дворів, з яких 62 хати.
12 червня 2020 року, відповідно до розпорядження Кабінету Міністрів України № 723-р «Про визначення адміністративних центрів та затвердження територій територіальних громад Сумської області», село увійшло до складу Путивльської міської громади.
19 липня 2020 року, в результаті адміністративно-територіальної реформи та ліквідації Путивльського району, увійшло до складу новоутвореного Конотопського району.

## Населення

### Мова
Розподіл населення за рідною мовою за даними перепису 2001 року:
| Мова       | Кількість | Відсоток |
| ---------- | --------- | -------- |
| російська  | 76        | 58.46%   |
| українська | 54        | 41.54%   |
| Усього     | 130       | 100%     |